# Деражня (станция)
Деражня — железнодорожная станция на линии Хмельницкий — Жмеринка Юго-Западной железной дороги.

## История
Железнодорожная станция в селении Деражня Летичевского уезда Подольской губернии Российской империи была построена и открыта в 1871 году.
В ходе боевых действий Великой Отечественной войны и в период немецкой оккупации (июль 1941—1944) станция пострадала, но в дальнейшем была восстановлена.
В 2001 году на железнодорожной станции был открыт музей Юго-Западной железной дороги и Б. С. Олейника, который на протяжении 19 лет возглавлял эту магистраль, и был первым руководителем ПАО «Укрзализныця».